# Martina Cavallero
Martina Cavallero est une hockeyeuse argentine née le 7 mai 1990 à Morón. La milieu de terrain joue actuellement au Victory dans le championnat belge. 

## Biographie
Martina Cavallero naît à Morón le 7 mai 1990.

### En équipe nationale d'Argentine
Elle fait partie de l'équipe d'Argentine de hockey sur gazon qui remporte la médaille d'argent aux Jeux olympiques de 2012 à Londres et la médaille de bronze aux championnats du monde 2014.